# Maida
Maida to miejscowość i gmina we Włoszech, w regionie Kalabria, w prowincji Catanzaro. Według danych z 31 grudnia 2016 gminę zamieszkiwało 67 168 osób. 4 lipca 1806 w pobliżu Maidy odbyła się bitwa pomiędzy wojskami francusko-polskimi a brytyjskimi.